# Policijski odjel New York Cityja
Policijski odjel New York Cityja (engl. New York City Police Department, akr. NYPD ili NYCPD), službeno Policijski odjel Grada New Yorka (engl. City of New York Police Department), osnovan 1845. godine, najveće municipalne policijske snage u Sjedinjenim Državama s primarnom zadaćom provođenja zakona i istraga u pet općina New York Cityja. NYPD je jedan od najstarijih policijskih odjela osnovanih u Sjedinjenim Državama, čiji se počeci mogu naći već u prvoj nizozemskoj osmeročlanoj noćnoj straži 1625. godine dok je New York City bio Novi Amsterdam.
NYPD ima širok spektar specijalnih služba uključujući jedinicu hitne službe, K-9, lučki nadzor, zračnu potporu, deaktivaciju eksploziva, protuterorističku jedinicu, kriminalističko-obavještajnu službu, službu za suzbijanje banda i organiziranog kriminala, narkotika, službu javnog prijevoza i društvenih stanova; Tranzitna policija New York Cityja i Policijski odjel Stambene uprave New York Cityja u cijelosti su integrirani u NYPD 1995. godine. Kako odjel navodi, zadaća mu je "provoditi zakone, čuvati mir, smanjiti strah i omogućiti sigurnu okolinu."
Adresa Policijskog odjela New York City-ja je East 20th street 235, 10010 New York City.

## Vanjske poveznice
- NYPD, službeno mrežno mjesto